# Bistum Bengbu
Das chinesische Bistum Bengbu (lat. Dioecesis Pampuvensis) war eine Mission der Jesuiten und wurde folglich am 21. Februar 1926 durch Pius XI. zum Apostolischen Vikariat und am 11. April 1946 durch seinen Nachfolger Pius XII. zum Bistum erhoben. 
Die einzigen Bischöfe waren die Jesuiten Tommaso Berutti (1929–1933) und Cipriano Cassini (1936–1951).
| Erzbistum Ho-Chi-Minh-Stadt |                               |
| Basisdaten                  |                               |
| Staat                       | Volksrepublik China           |
|                             |                               |
| Diözesanbischof             | Sedisvakanz                   |
|                             |                               |
| Fläche                      | 60.000 km²                    |
| Pfarreien                   | 23 (2014 / AP 1950)           |
| Einwohner                   | 9.191.000 (2014 / AP 2017)    |
| Katholiken                  | 64.334 (2014 / AP 1950)       |
| Anteil                      | 0,7 %                         |
| Diözesanpriester            | 3 (2014 / AP 1950)            |
| Ordenspriester              | 4 (2014 / AP 1950)            |
| Katholiken je Priester      | 1.462                         |
| Ordensschwestern            | 21 (2014 / AP 1950)           |
|                             |                               |
| Ritus                       | Römischer Ritus               |
| Liturgiesprache             | Chinesisch                    |
| Kathedrale                  | Mariä-Entschlafens-Kathedrale |